# Dominik Greif
Dominik Greif (Bratislava, 6 d'abril de 1997) és un futbolista professional eslovac que juga com a porter del club de la Lliga RCD Mallorca. És internacional amb la selecció d'Eslovàquia.

## Carrera de club

### Slovan Bratislava
Greif va fer el seu debut com a professional amb l'Slovan Bratislava contra el MFK Zemplín Michalovce el 13 de maig de 2016. Durant la temporada 2018-19, Greif va ser el primer porter davant de Michal Šulla, jugant en 29 dels 32 partits de la temporada.

### Mallorca
El 6 de juliol de 2021, Greif es va incorporar al RCD Mallorca. acabat d'ascendir a la Liga  amb un contracte de cinc anys. Poc després de la seva arribada, va patir diversos problemes de salut: una lesió muscular primer el va deixar de banda durant un mes, després va haver de lluitar contra una infecció dels queixals del seny i va ser marginat per un dolor crònic important causat per una malaltia no especificada no relacionada amb el futbol. No va poder exercir durant gairebé un any fins que finalment els metges van trobar la causa i li van donar el tractament adequat. Greif finalment va tornar a jugar en un partit competitiu el desembre de 2022.
Durant la Copa del Rei 2023-24, Greif va abandonar un camp d'entrenament a Eguesibar a causa d'una malaltia gàstrica. Va tornar a la semifinal contra la Reial Societat el 27 de febrer de 2024, salvant un penal de Brais Méndez a la primera part i de Mikel Oyarzabal a l'inici de la tanda posterior, que va permetre que el Mallorca guanyés 5–4 per arribar a la final.

## Carrera internacional
Tot i que Greif ja era aspirant a porter suplent a l'equip absolut eslovac, va ser convocat per primera vegada a la selecció nacional el 25 de maig de 2019 per Pavel Hapal. La nominació era per a un doble partit al juny: un partit amistós a casa contra Jordània, al qual, inusualment, 29 jugadors van ser convocats i un partit de classificació per a la UEFA Euro 2020 contra l'Azerbaidjan, jugat fora l'11 de juny de 2019. La plantilla es va reduir a 23 jugadors per a l'últim partit.
Greif va debutar amb la selecció absoluta eslovaca contra Jordània el 7 de juny de 2019 en una victòria per 5-1 a l'estadi Anton Malatinský de Trnava. Va entrar a la segona part com a substitut de Matúš Kozáčik, amb Eslovàquia perdent per 1-0, mantenint la porteria a net tot i haver d'enfrontar-se a algunes situacions força perilloses.
A finals del 2019, Greif també va jugar un altre partit amistós contra el Paraguai, que va servir com a partit de comiat dels antics capitans Martin Škrtel, Tomáš Hubočan i Adam Nemec.

## Palmarès
Bratislava eslovena
- Primera lliga de futbol eslovaca: 2018–19, 2019–20, 2020–21
- Copa d'Eslovàquia: 2016–17, 2017–18, 2019–20, 2020–21

Individual
- Jugador del mes de la Superliga eslovaca: febrer/març de 2020[14]
- Millor porter de la Superlliga Eslovaca: 2019-20,[15] 2020-21[15]
- Equip de la temporada de la Superlliga Eslovaca: 2019-20, 2020-21[16]